# NGC 3054
NGC 3054 је спирална галаксија у сазвежђу Хидра која се налази на NGC листи објеката дубоког неба.
Деклинација објекта је - 25° 42' 13" а ректасцензија 9h 54m 28,7s. Привидна величина (магнитуда) објекта NGC 3054 износи 11,4 а фотографска магнитуда 12,2. Налази се на удаљености од 34,001 милиона парсека од Сунца. NGC 3054 је још познат и под ознакама ESO 499-18, MCG -4-24-5, UGCA 187, PGC 28571.